# آینه عبرت
آینه عبرت مجموعه‌ای تلویزیونی است که از شبکه ۱ سیما پخش گردید. این مجموعه از سال  (۱۳۶۷–۱۳۷۰) توسط محسن شاه‌محمدی کارگردانی گردید.
مضمون این مجموعه تلویزیونی اجتماعی است و به مشکل مواد مخدر می‌پردازد. تولید و پخش این مجموعه تلویزیونی طی چهار سال متوالی بین سال ۱۳۶۷ تا ۱۳۷۰ و در ۵۰ قسمت انجام شد. یکی از مشهورترین عنوان‌های آن «برگ‌ریزان» بود که خود در ۱۸ قسمت مجزا تهیه شد و شخصیت‌های معروف آن علی و آتقی بودند که این نقش‌ها را به‌ترتیب محمود دینی و جواد گلپایگانی ایفا کردند.